# Peter Lips
Peter Lips (* 17. April 1962) ist ein Schweizer Curler. 

## Karriere
Lips spielte als Lead der Schweizer Mannschaft bei den XV. Olympischen Winterspielen 1988 in Calgary im Curling. Die Mannschaft von Skip Hansjörg Lips gewann die olympische Silbermedaille nach einer 2:10-Niederlage im Final gegen Norwegen um Skip Eigil Ramsfjell. Da Curling damals noch eine Demonstrationssportart war, besitzt die Medaille keinen offiziellen Status.
1994 gewann Lips die Silbermedaille bei der EM in Sundsvall.

## Erfolge
- 2. Platz Olympische Winterspiele 1988 (Demonstrationswettbewerb)
- 2. Platz Europameisterschaft 1994